# 攝政法令
攝政法令（英語：Regency Acts）是在英國歷史上不同時期通過的法令，旨在在現任君主因疾病等失去行為能力或現任君主尚未成年的情況下設立攝政王。在1937年以前，攝政法令僅會在處理特定情況必要時才會通過。英國國會通過《1937年攝政法令》後，設立了「國務顧問」一職，當君主處在其他王國或患有嚴重疾病時，其中的一些人將代表君主行政。經過1943年和1953年兩次攝政法的規定後，構成了當今英國與攝政相關事務的法律。

## 現行有效法令

### 1937年攝政法令
1936年，因愛德華八世退位，國王喬治五世的次子喬治六世繼位。喬治六世的大女兒伊麗莎白公主成為王位的推定繼承人，而當時她尚未成年。因此必須要設立新的攝政法令。
議會沒有通過僅與喬治六世死亡或喪失行為能力有關的具體攝政法案，而是通過了1937年攝政法案（1 Edw. 8 & 1 Geo. 6 c. 16），該法案規定了所有未來君主的喪失行為能力或尚未成年的因素，並且還廢除了1837年《上議院法官法》，並在法規中設立了國務顧問職位，該職位由君主不在國外或暫時患病但不至於完全喪失行為能力時任命。
該法案規定，如果“君主因精神或身體虛弱而暫時無法履行王室職能，或者有證據表明君主因某種明確原因而不能履行王室職能”，則攝政王應履行王室職能。 此類決定必須由以下至少三人做出：
- 現任君主的妻子或丈夫
- 大不列顛大法官
- 下議院議長
- 英格蘭及威爾斯首席法官
- 英格蘭及威爾斯主事官

該法案要求攝政王應是繼承順序中的下一人，並且必須滿足以下條件：
- 21歲及以上
- 居住在英國的英國公民
- 有能力依據1701年嗣位法令條款繼承王位

國務顧問由下列人員組成：
- 現任君主的妻子或丈夫
- 年齡超過21歲的接下來的四位繼承人，不包括任何被取消攝政資格的人

因此，在該法案通過時，如果喬治六世在伊麗莎白公主未成年時去世，格洛斯特公爵亨利王子將成為攝政王。根據該法案，如果查爾斯三世喪失行為能力，現任的未來攝政王將由他的長子威爾斯親王威廉擔任。
該法案第4條禁止攝政王對改變英國王位繼承順序或廢除或修改《1707年蘇格蘭新教和長老會法案》的法案給予御准。

### 2022年國務顧問法令
這項法案讓安妮長公主和威塞克斯伯爵愛德華王子（現為愛丁堡公爵）為終身附加國務顧問 ，此前兩人曾擔任過這一職位，但後來在威廉王子和哈里王子分別在成年時失去了這一職位。